# Partia Konserwatywna (Wielka Brytania)
Partia Konserwatywna (ang. Conservative Party, oficjalnie: Partia Konserwatywno-Unionistyczna, Conservative and Unionist Party) – brytyjska centroprawicowa partia polityczna powstała w 1832 roku. Jedna z dwóch dominujących partii politycznych w tym kraju, obok Partii Pracy (przed 1924 rokiem – obok Partii Liberalnej). Wielokrotnie sprawowała rządy większościowe. Partią kierowali m.in. Winston Churchill i Margaret Thatcher.
Prekursorem Partii Konserwatywnej było XVIII-wieczne ugrupowanie torysów (Tories). Potocznie członków tej partii nazywa się torysami do dziś.

## Historia
Pierwsza deklaracja programowa Partii Konserwatywnej (manifest z Tamworth) została opracowana przez Roberta Peela i ogłoszona w 1834 roku. Manifest eksponował tradycyjne konserwatywne wartości, w szczególności elitaryzm. Reformy Benjamina Disraelego (początkowo liberała) z lat 1868–1874 spowodowały otwarcie się partii na szersze grono wyborców.
W XIX w. konflikt z opierającymi się na burżuazji przemysłowej liberałami doprowadził do wytworzenia się nurtu tzw. „konserwatyzmu jednego narodu”. Na początku XX w. w Partii Konserwatywnej, m.in. pod wpływem rosnącego znaczenia Partii Pracy, zaczął dominować nurt paternalistyczny, dopuszczający interwencjonizm państwowy (m.in. Joseph Chamberlain). Tendencje interwencjonistyczne zostały jeszcze bardziej wzmocnione po II wojnie światowej (Karta przemysłowa z 1947 roku).
Znaczący zwrot w programie partii nastąpił w 1976 roku wraz z objęciem przywództwa przez Margaret Thatcher. Od 1979 roku Thatcher na stanowisku premiera konsekwentnie realizowała politykę taczeryzmu, opierającą się na liberalizmie ekonomicznym, monetaryzmie, prywatyzacji wielu gałęzi przemysłu, niechęci do pogłębiania integracji europejskiej i centralizacji państwa. Po ustąpieniu Thatcher w 1990 roku polityka ta została nieco złagodzona przez nowego lidera partii i premiera Johna Majora, co umożliwiło m.in. przystąpienie Wielkiej Brytanii do Traktatu z Maastricht.
Konserwatyści oddali władzę dopiero w 1997, kiedy zdecydowanie przegrali wybory. Nowym liderem wybrany został William Hague, przeciwnik bliższej integracji europejskiej. Po kolejnych przegranych wyborach w 2001 roku Hague’a zastąpił Iain Duncan Smith, jeszcze bardziej eurosceptyczny. Zmiana przywództwa nie poprawiała notowań partii, które były najgorsze od wielu lat; poprawiły się na skutek sprzeciwu większości społeczeństwa wobec popierania przez premiera Blaira amerykańskiej polityki w stosunku do Iraku. W latach 2003–2005 liderem partii był Michael Howard, w latach 2005–2016 David Cameron, a 2016–2019 Theresa May. 23 lipca 2019 została zastąpiona na tym stanowisku przez Borisa Johnsona. Pod jego przywództwem partia wygrała wybory w 2019 roku, formułując rząd większościowy.

## Liderzy

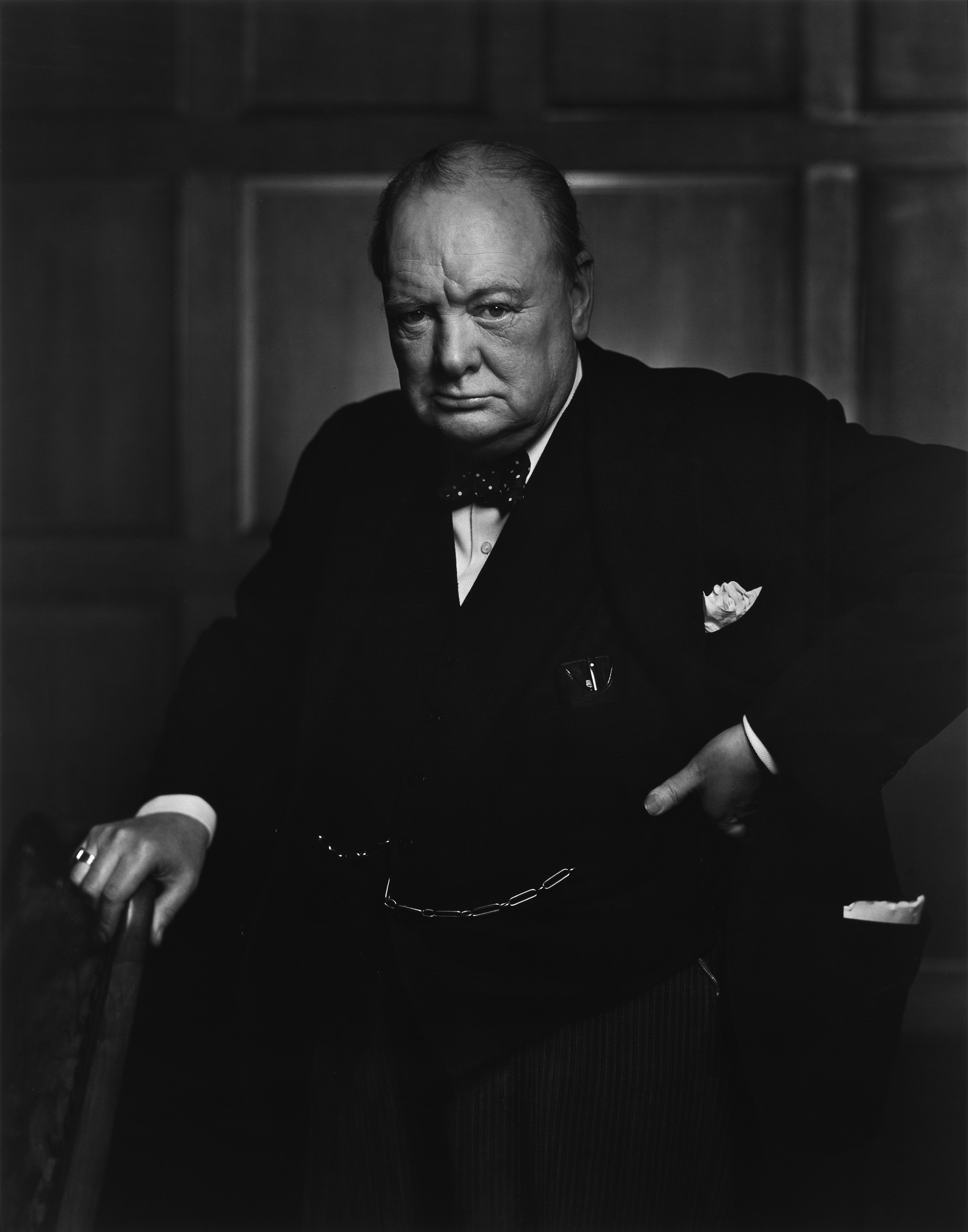
Winston Churchill – lider i premier podczas II wojny światowej
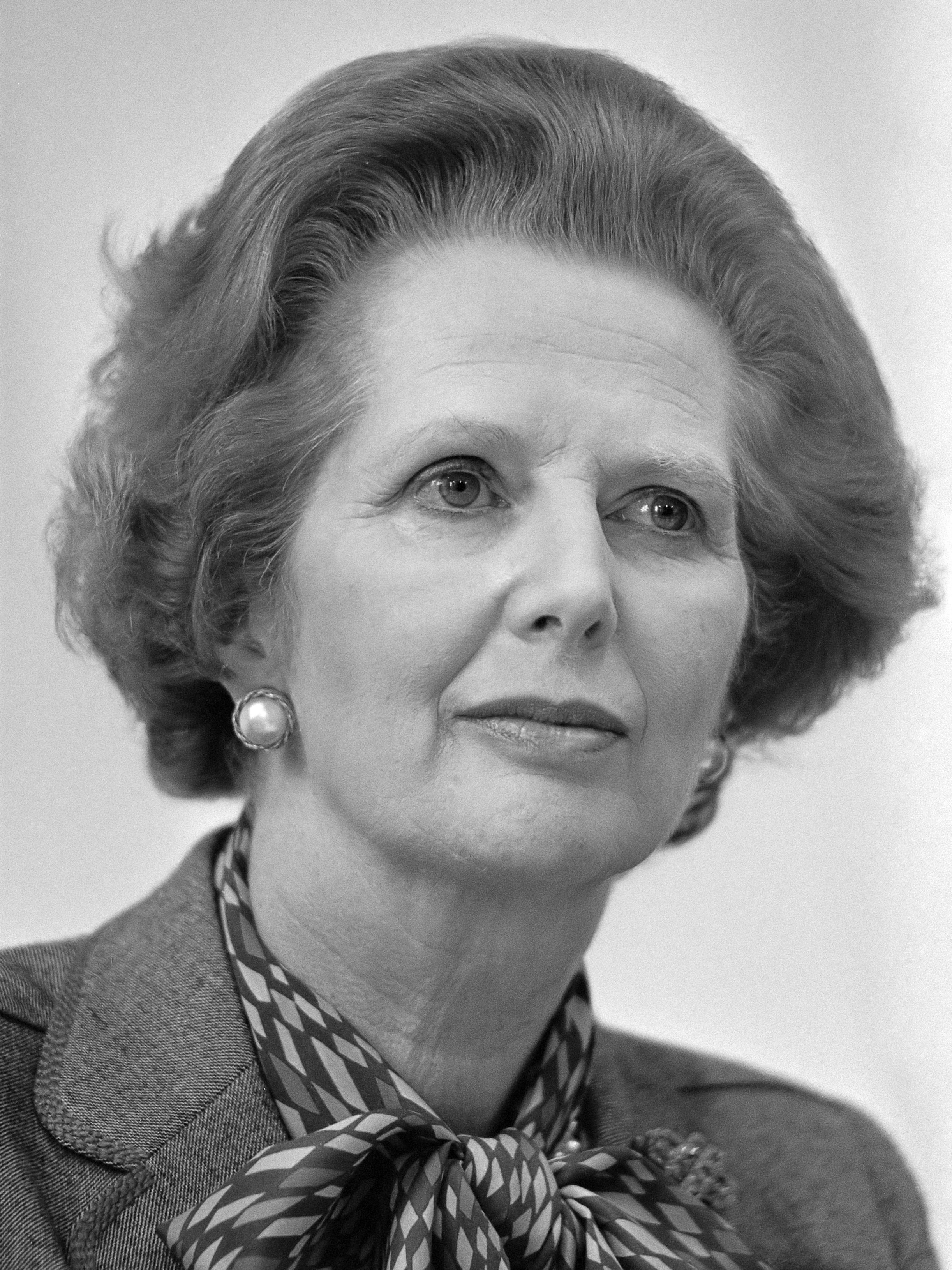
Margaret Thatcher – długoletnia lider i premier Wielkiej Brytanii
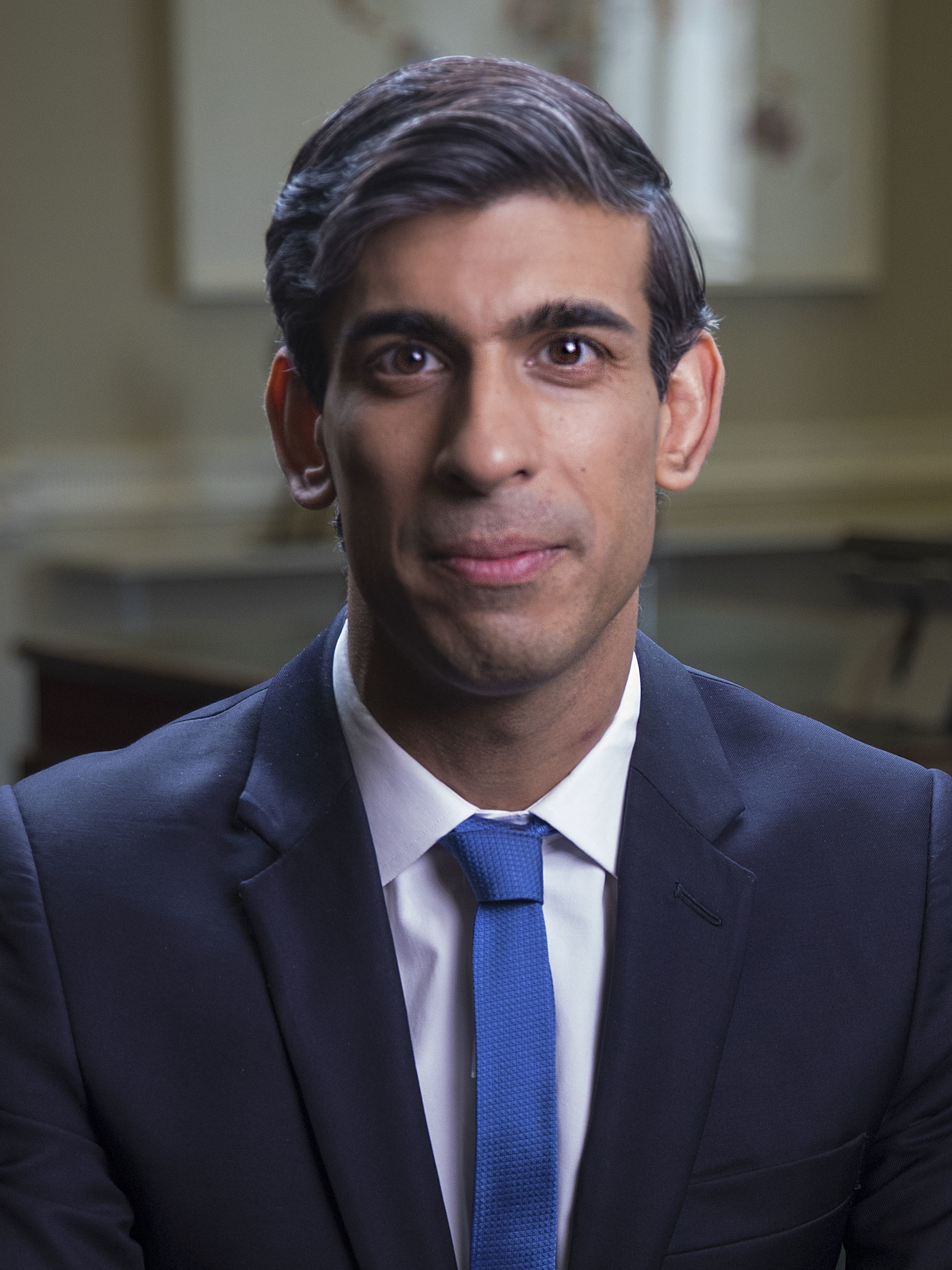
Rishi Sunak – 2022 - 2024 roku